# John C. Frémont
John Charles Frémont (röviden: Frémont) (Savannah, Georgia, 1813. január 21. — New York, 1890. július 13.) amerikai katonatiszt, botanikus. Botanikai szakmunkákban nevének rövidítése: „Frém.”. Nyugat-Amerika egyik felfedezője, az amerikai polgárháború alatt vezérőrnagy az északiak oldalán, politikus, Kalifornia szenátora, majd Arizona kormányzója.

## Életútja
Francia eredetű családból származott, kiváló szellemi képességekkel és jó fizikummal rendelkezett. A matematika tárgyat szerette a legjobban, s katona akart lenni. Térképészként került a hadseregbe, s öt híres expedíciót vezetett a Mississippi folyótól nyugatra elterülő hatalmas és ismeretlen vadregényes területekre. Expedíciói során a domborzati viszonyok, a vizek, a bányakincsek, az éghajlat, az állatvilág, az őslakosság feltérképezése mellett külön érdemeket szerzett botanikai felfedezéseivel. Két alkalommal átkelt a hegyláncokon (Sierra Nevada) is és kijutott a Csendes-óceánra. Tapasztalatait érdekes tudósításokban adta közre különböző lapokban. 
Expedícióit apósa, a St. Louis-ban élő Thomas Benton (1782–1858) szenátor is támogatta. A nyugati területek feltérképezése révén hamarosan telepesek sokasága jelent meg ott, s megindította a mezőgazdasági termelést és erősítette a városiasodást is. Az 1846–48-ig tartó mexikói–amerikai háború eredményeképp hatalmas területek kerültek az Unióhoz, Kaliforniát is az Unióhoz csatolták.
Közreműködött a Mexikóhoz tartozó hatalmas területek megszerzésében, s Kaliforniának az Unióhoz csatolásában John C. Frémont is, tevékenysége elismeréseképpen 1847 májusában kinevezték Kalifornia első kormányzójának. Mindjárt erős ellenfele is támadt Stephen W. Kearny (1794–1848) személyében, aki 1846-ban katonai kormányzója volt Új Mexikónak, hamarosan leváltatta Frémont, s ő ült a helyébe. Frémont ezt nem vette zokon, Kaliforniában maradt, s a következő évben, az 1848-as kaliforniai "aranyláz" idején meggazdagodott, multimilliomos lett, ezt annak köszönhette, hogy amikor 1847-es expedíciója során nagy nehezen átkelt a Sierra Nevadán, ott egy nagy darab földterületet megvásárolt, amelyen a következő években sok aranyat találtak. Közismertségére és gazdagságára való tekintettel újra megválasztották Kalifornia állam első kormányzójának (1850. szeptember 9. – 1851. március 4.). Érdemei és főleg gazdagsága nyomán még több irigye támadt, így a politikában elfoglalt helye gyakran ingadozott, amely feltehetően az amerikai polgárháborúban válthatott ki kedvezőtlen hatásokat.
Az amerikai magyar emigránsok közül is sokan telepedtek le az Egyesült Államok nyugati területein és Kaliforniában. Haraszthy Ágoston a kaliforniai állam kormányzatában került kapcsolatba Frémont szenátorral. Korponay Gáborral az amerikai-mexikói háborúban került kapcsolatba, majd az amerikai polgárháborúban Frémont ezredessé nevezte ki Korponayt. Még a polgárháború előtt számos művelt magyar katonát megismert Frémont, köztük például Albert Anzelm, Fornet Kornél, Molitor Albert. St. Louis-ban, Frémont feleségének szülőhelyén szintén számos magyar emigráns élt, s Boston-ban, Washingtonban is. Frémont igen becsülte, figyelemmel kísérte és támogatta Xántus János expedícióit. Kapcsolatuk kölcsönösen jó volt, Xantus 1856-os expedíciója alkalmával egy folyót Frémontról nevezett el.

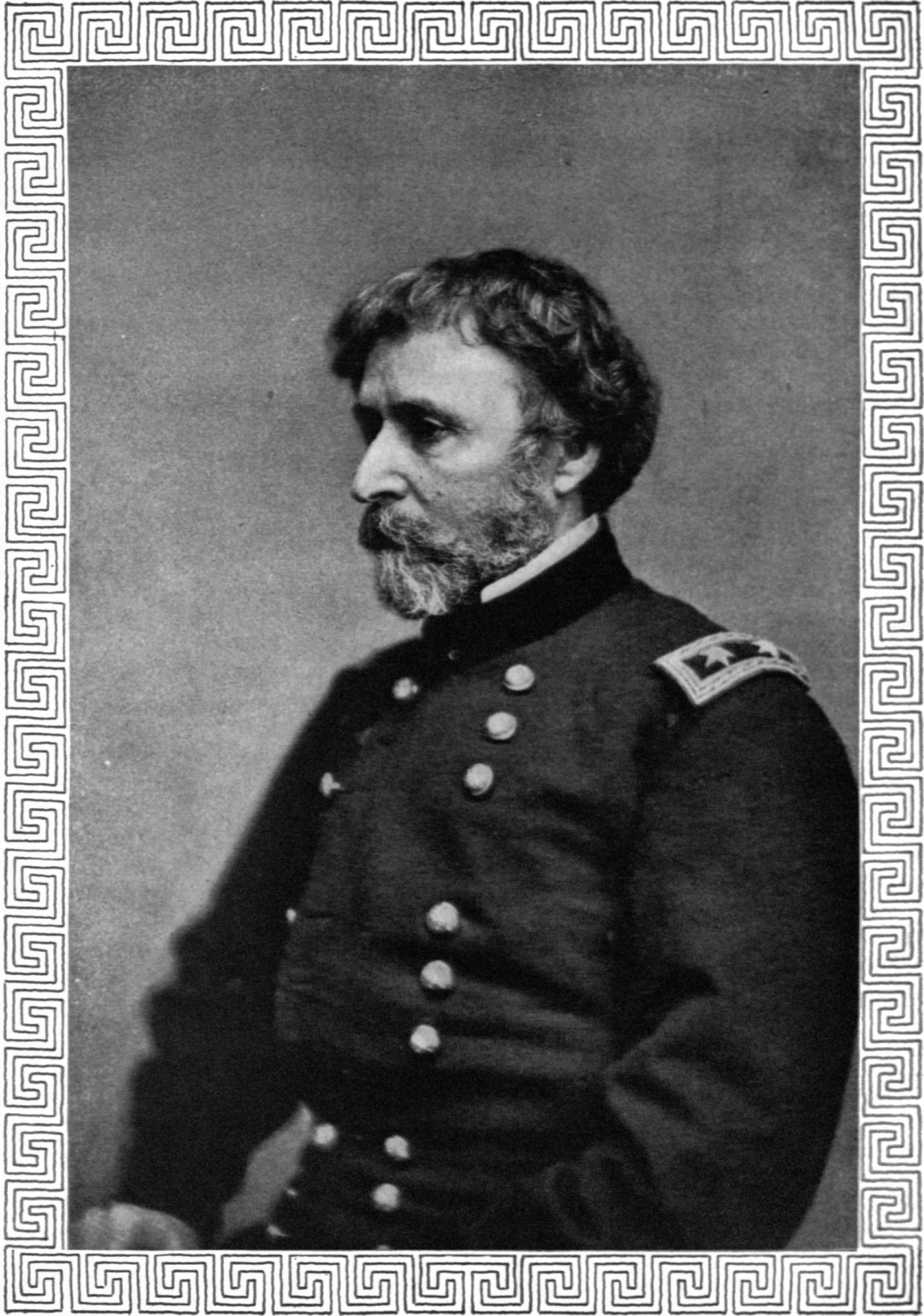
John C. Frémont vezérőrnagy az amerikai polgárháborúban (1861-62)

Az amerikai polgárháborúban John C. Frémont lett a nyugati seregek főparancsnoka St. Louis főhadiszállással. Mindjárt a kezdeti szervezéskor Asbóth Sándort nevezte ki vezérkari főnökévé, holott emigrációs ideje alatt Asbóth mérnöki tevékenységet folytatott. Frémont mint gazdag ember megengedhette magának, hogy saját testőrséget szervezzen, a testőrség megszervezését Zágonyi Károlyra bízta, akit a 150 fős lovascsapat kiváló kiképzéséért őrnaggyá léptetett elő. Az irigység ezen a ponton is kikezdte Frémont, túl csinosan öltözöttnek találták a testőség huszárjait, pedig hamarosan ők hozták az első jelentős győzelmet az északiaknak Springfieldnél (Missouri) 1861. október 25-én. Majthényi Tivadar volt még ebben a lovascsapatban Zágonyi mellett az egyetlen magyar, a többiek amerikaiak voltak. A győzelemért a fizetség csak a testőrség megaláztatása lett, sem a huszároknak, de még a lovaknak sem adtak enni. A politika túlságosan átszőtte az északi sereg tevékenységét, George B. McClellan tábornok feloszlatta a Frémont testőrséget.
Frémont lemondatták, de 1862-ben újra megbízást adtak neki, s ekkor Zágonyi újra mellette volt, mint a lovasság vezetője. Frémont nemcsak az államok egyesítését, hanem a néger rabszolgák felszabadítását is kezdettől szorgalmazta, sőt mindjárt néger ezredeket akart szervezni, ezt a polgárháború elején Abraham Lincoln még nem engedte, nem engedhette, mert nemcsak a déli államok, hanem az északiak közvéleménye is szembefordult volna ezzel az intézkedéssel, erős volt a rasszizmus. (Ezen körülmények közt, ahogy Frémont hatalmába kerítette Missouri államot, mindjárt felszabadítottnak nyilvánította az állam területén élő rabszolgákat, mire Lincoln megparancsolta: vonja vissza a rendelkezést, s mivel nem tette meg, így az elnök leváltatta. A polgárháború második felében jöttek rá az északiak, hogy a néger ezredek felállítása szükséges a győzelemhez.)
A polgárháború elején gyors sikereket nem lehetett elérni, hiszen a tisztek kivételével nem volt egyenruha, s ami még fontosabb, kevés volt a fegyver, s régi típusú lőfegyvereik voltak, például a régi osztrák seregben használt öblös, igen nehéz, gyutacsra átalakított kovás puska. A Egyesült Államok fegyverarzenálja nem volt gazdag, de abból is közvetlenül a polgárháború előtt nagyon sokat elvittek a déliekkel szimpatizálók, s sok hivatásos, képzett katona a déliekhez pártolt. Hamarosan beindult az iparosodott északon a háborúhoz szükséges fegyverek, ruhák gyártása, hajókat, fegyvereket Európából is importáltak.
Az osztrák katonai akadémián végzett emigráns magyar szabadságharcosok gyakran érzékelték, hogy a délieknél jobb hadvezetők vannak (például Robert E. Lee hadvezérnek majd csak a polgárháború utolsó két évében akadt méltó ellenfele Ulysses S. Grant személyében), akik közül többen az Egyesült Államok Katonai Akadémiáján (West Point, N.Y) végeztek. Az viszont biztos, hogy Frémontot valamennyi katonája tisztelte, Frémont össze tudta őket tartani, meg tudta teremteni a kölcsönös bizalom légkörét.
Az északiak oldalán mindössze 17 ezer sorkatona maradt, az önkéntesek toborzása és kiképzése időt vett igénybe, Frémonttól túl hamar vártak gyors eredményeket. Ebben a vonatkozásban megegyezik Kende Géza, Vasváry Ödön, Perczel Miklós állásfoglalása. Frémont hiába kért, nem kapott West Pointban végzett tiszteket, de kiváló tiszteket talált a magyar emigránsok közt, de ezt is szemére vetették, "a magyarok túlzott felkarolását." Végül 1862-ben került sor Frémont lemondására, bár egy ideig még mindig a hadseregben maradt, csak használva annak. Gondoljunk például Frémont chicagói "Lincoln puskások" (angolul: Lincoln-Rifleman) nevű csapatára, amelyet a magyar Mihalotzy Géza vezetett, s már a polgárháború kitörése előtt gyakorlatoztatta a csapatot Jekelfalussy Sándorral. Később a Lincoln puskások csapata beolvadt a Kuné Gyula által szervezett illinoisi 24. Önkéntes Gyalogezredbe.

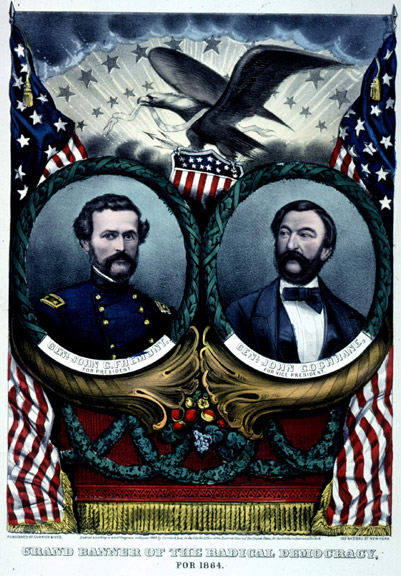
Választási plakát, Frémont és Cochrane (1864)

Frémont lemondása nem jelentett számára vereséget, hiszen nemcsak ellenzői voltak, hanem támogatói is, ez utóbbit az is érzékelteti, hogy pártja, a Republikánus Párt 1864-ben jelölni akarta az elnöki posztra, de ő nem vállalta. Frémontot ekkor már üzleti tervei foglalkoztatták, az Atlantic-Pacific-Railroad vasútépítési vállalkozás, ez a vállalkozás végül nem sikerült, minden vagyonát elvesztette. Visszatért a politikához, Arizona kormányzója lett (1878. október 6. – 1881. október 11.). Arizona 1848-ban került Mexikótól az Egyesült Államokhoz Frémont közreműködésével. (Állami státust majd csak 1912-ben kapott.) Frémont New Yorkban halt meg hirtelen támadt hashártyagyulladás következtében 1890-ben, 77 éves korában. A Rockland temetőben helyezték örök nyugalomra (Sparkill, New York).